# Isla Eva-Liv

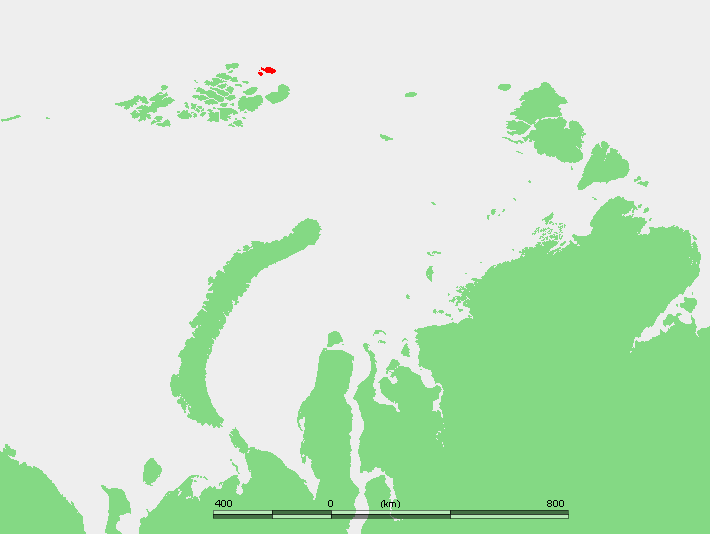
Ubicación del subgrupo de la Tierra Blanca del archipiélago de Francisco José. La isla Eva-Liv es la más septentrional del grupo.

La isla Eva-Liv (en ruso: Остров Ева-Лив, romanizado: Óstrov Yeva-Liv) es la segunda isla más al norte de la Tierra de Francisco José, en el Ártico. 
La isla Eva-Liv tiene una forma más o menos de conejo y su superficie es de 288 km². El punto más alto de la isla alcanza los 381 m.
Fridtjof Nansen llamó Hvidtenland (Tierra Blanca) a la zona donde queda la isla Eva-Liv. Nansen alcanzó la costa de la isla Eva-Liv el 5 de agosto de 1895 durante su expedición polar. En su mapa él dibujó dos islas y llamó Eva a la más grande, por su esposa Eva Nansen (que murió en 1907). La "isla" al oeste, que Nansen alcanzó dos días más tarde, fue llamada "isla Liv".
Puesto que el límite del hielo perpetuo cruza esta Tierra Blanca, a menudo es difícil distinguir entre la tierra y el mar. Sin embargo, desde que la cartografía de la Tierra de Francisco José se hizo más precisa, se puso en evidencia que la "isla Liv" sólo era una península en el extremo occidental de la isla Eva. Por lo tanto quedó con el nombre de "isla Eva-Liv", una combinación de ambos nombres.
El grupo, con grandes glaciares, formado por la isla Eva-Liv y sus dos pequeñas islas vecinas, (Frieden y Adelaida) aún se conoce en ruso como Tierra de Bélaya, que también significa "Tierra Blanca", de esta manera conserva el nombre original que le puso Fridjof Nansen.
Esta Tierra Blanca está seprada del grupo principal de Francisco José por un estrecho de 45 km de ancho conocido como Proliv Severo Vostochni.
Este es el punto del archipiélago de Francisco José que el piloto ruso Valerián Albánov de la fatídica expedición expedición Brusílov intentaba alcanzar cuando abandonó el Santa Ana con parte de la tripulación. Albánov, sin embargo, acabó mucho más al suroeste en la Tierra Alejandra.

## Islas vecinas
- Unas pocas millas al suroeste queda la pequeña isla Adelaida (Остров Аделаиды), que recibió su nombre en honor de la princesa Adelaida de Hohenlohe-Langenburgo. Sólo tiene 2 km de largo
- La isla Frieden, es una isla más grande, de forma oval, con una longitud de 8,2 km. Queda 2,5 km al sur de la isla Adelaida. Esta isla recibió su nombre por la palabra alemana que significa "paz".